# Audrius Kšanavičius
Audrius Kšanavičius (ur. 28 stycznia 1977 w ZSRR) – litewski piłkarz, występujący na pozycji lewego pomocnika.
Piłkarską karierę rozpoczął w 1994, w FBK Kowno. Grał tam do 2001, rozegrał 161 spotkań, strzelił 45 bramek. Od 2001 do 2004 był graczem Skonto Ryga. Rozegrał 36 meczów, strzelając 9 goli. W 2004 powrócił do FBK Kowno. W 2005 został wypożyczony do FK Atlantas, a w 2007 do Hearts. Od 2009 roku znów gra w FBK.